# La Ville abandonnée
Pour plus de détails, voir Fiche technique et Distribution.

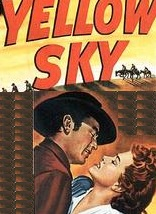
Gregory Peck et Anne Baxter

La Ville abandonnée, ou Nevada, (Yellow Sky) est un film américain de William Wellman sorti en 1948.

## Synopsis
Après avoir braqué une banque, des hors-la-loi s’enfoncent dans le désert de sel pour échapper à leurs poursuivants. Exténués, ils échouent dans une ville fantôme, Yellow Sky, où vivent un vieux chercheur d’or et sa petite-fille. L’appât de l’or divise la bande de hors-la-loi qui finit par s’entretuer, à l’exception de ceux qui ont pris le parti du grand-père et de sa petite-fille.

## Fiche technique
- Titre : La Ville abandonnée
- Titre original : Yellow Sky
- Réalisation : William A. Wellman
- Scénario : Lamar Trotti, d'après une histoire originale de W. R. Burnett
- Photographie : Joseph MacDonald
- Musique : Alfred Newman
- Montage : Harmon Jones
- Production : Fox
- Pays :  États-Unis
- Durée : 94 minutes
- Genre : Western
- Sortie : 1948

## Distribution
- Gregory Peck (VF : Marc Valbel) : James "Carcasse" Dawson (dit "Stretch" dans la VO)
- Richard Widmark (VF : Jean Daurand) : le Gandin (Dude dans la VO)
- Anne Baxter (VF : Claire Guibert) :  Constance Micheline dite "Miche" (Constance Mae dite "Mike" dans la VO)
- James Barton : le grand-père
- John Russell (VF : Roger Tréville) : l'Échalas (Lengthy dans la VO)
- Charles Kemper (VF : Marcel Lestan) : Marsouin (Walrus dans la VO)
- Harry Morgan : P'tite monnaie (Half Pint dans la VO)
- Robert Arthur : Poupard (Bull Run dans la VO)
- Chief Yowlachie (non crédité) : Colorado

## Autour du film
(octobre 2021).
- Si vous ne connaissez pas le sujet, laissez ce bandeau (vous pouvez alors contacter les auteurs).
- Si vous supprimez le contenu mis en cause (vous pouvez préalablement contacter les auteurs),

argumentez précisément cette suppression dans la page de discussion
(un manque de référence n'est pas un argument ; une recherche réelle de référence doit avoir été effectuée, être formellement documentée).
- Tourné en grande partie dans le décor naturel de la vallée de la Mort, La Ville abandonnée est un western âpre, où les passions charnelles et l’appât du gain se traduisent par une violence contenue que renforce le cadre resserré du huis clos qu’est une ville fantôme. La beauté plastique des roches, des ruines, les clairs obscurs du désert de sel la nuit bénéficient de la photo de Joseph MacDonald. Certains plans sont d’une grande modernité (ainsi des visages des hors la loi captés les uns derrière les autres, qui inspirera Sergio Leone ou David Bailey pour les pochettes des premiers albums des Rolling Stones) tout comme la séquence du duel final, où la progression des protagonistes est suivie avec soin tandis que les coups de feu sont pratiquement éludés, laissant le spectateur dans l’ignorance du vainqueur. À signaler aussi un plan subjectif à travers le canon d'un fusil.
- La confrontation de Richard Widmark, en desperado sadique (son rôle de prédilection alors) et de Gregory Peck en voyou repenti ne saurait faire oublier la composition d’Anne Baxter, garçon manqué qui découvre progressivement sa féminité et son pouvoir érotique.
- Des éléments du scénario sont inspirés de la Tempête de Shakespeare.